# ウイリー沖山
ウイリー沖山（ウイリー おきやま、本名：沖山 宇礼雄（おきやま うれお）、1933年（昭和8年）2月25日 - 2020年6月28日）は、昭和・平成期の歌手。神奈川県横浜市生まれ。ヨーデル歌手、カントリー歌手として活動した。「キング・オブ・ヨーデル」の異名を持つ。

## 経歴
米国人の父と日本人の母との間に生まれる。セント・ジョセフ・インターナショナル・カレッジ在学中よりプロとして活動した。
カントリー・ボーイズ、ウェスタン・ランブラーズ、チャック・ワゴン・ボーイズを経て、1956年に自身のバンドであるブルー・レンジャーズを結成した。結成時のメンバーは、ウイリー・ジェームス（沖山の当時のステージ・ネーム。ヴォーカル、ギター）、秋元近史（スティール・ギター）、瀬谷福太郎（ヴォーカル、ギター）、前田忠夫（ベース）、林港（ギター）。秋元の日本テレビ入社により、ダブル・スティール・ギター編成となった（ジミー・コリンズ、久力健）。なお、無名時代の菊地正夫（後の城卓矢）と山下敬二郎がバンド・ボーイとして沖山に師事していた。バンドは1957年に解散した。
抜群の歌唱力と発音の良さを買われて、1956年にビクターよりヨーデルの曲「スイスの娘」でレコードデビューした。キャンプ、クラブ、ラジオ、テレビで活躍しポピュラーシンガーとしての地位を固める。低音から高音までの音域の広さを生かし、ジャズ、カントリー、ポピュラー、シャンソン、ハワイアンとレパートリーは多岐に渡る。
読売テレビ『全日本歌謡選手権』では10週勝ち抜き、更にグランドチャンピオンとなる。長野オリンピック時は、Willy・Oとして、五輪応援ソングをリリースする。低音での見事な声の張り、超高音ファルセットまでこなせる稀有な歌手である。
1985年から1999年まで横浜にあったバンドホテルのシェルルーム支配人を務め、歌手としてもシェルルームのステージに立っていた。バンドホテル閉館後は、伊勢佐木町のワシントン・ホテルに出演していた。また、2001年から、よこはまあいあいチャリティ基金チャリティコンサート「カントリーミュージックフェスティバル」を主催した。
長良じゅんとは、長年兄弟のような親交があった。
2014年8月に膠原病を患い、一時は体を動かすこともできず咀嚼機能障害の状態になったが、2018年6月には復活コンサートを開くなど、晩年までディナーショーやライブを精力的に行っていた。
2020年に入ると誤嚥性肺炎のため入退院を繰り返していたが、同年6月28日11時18分、老衰のため、横浜市内の病院で死去した。87歳没。

## 名前について
公式HPでは「ウイリー」となっており、各メディアでも「ウイリー」と表記される。しかし、長野オリンピック時のWillyのスペリングからは「ウィリー」と読む事も出来るが本項目では「ウイリー」に統一した。

## ディスコグラフィー

### シングル (SP)
- 東京のヨーデル唄い / スイスの娘 (1956.06。日本ビクター V-41564)
- ヨーデル唄いと洗濯女 (1957.06。日本ビクター V-41676。B面は宮城まり子「雨のロケ便り」)
- ホワイ・ベイビー・ホワイ (1957.09。日本ビクター A-5224。B面は宝とも子「ジャパニーズ・カリプソ」)
- 悲しいヨーデル / 恋の投縄 (1958.01。日本ビクター V-41750)
- アルプスの若者たち (1959.01。日本ビクター V-41902。B面は古賀さと子「アルプスの羊飼い」)
- そうなんだ (1959.04。日本ビクター V-41919。A面はフランク永井「夜霧に消えたチャコ」)

### シングル (7インチ)
- そうなんだ (1959.04。日本ビクター VS-190。A面はフランク永井「夜霧に消えたチャコ」)
- ひとり狼 / 伊三蔵恋しぐれ (1968.04。大映 D-26)

### EP
- V.A. / テレビ人気主題歌デラックス (1975。日本ビクター KVC-10。ヤング・フレッシュとともに「おしえて」「まっててごらん」に参加)

### LP
- ウイリー沖山とミュージック・パートナス / こだまは招く (1959。日本ビクター LV-53)
- V.A. / 日本のウエスタン歌手たち: 進駐軍華やかなりし頃 (1976。日本ビクター SPX-1034)
- V.A. / TOKYOジャンボリー'83 (1983。東芝EMI EWS-66027/8)

### CD
- 小泉今日子 / 夏のタイムマシーン～Live On Saturday Night～快力!ヨーデル娘 (1988。ビクター音楽産業 VDRM-12001。CDS。3曲目に参加)
- ウイリー沖山 / NEVER NEVER～ネバネバ～NEVER NEVER(カラオケ) (1997.06。アルファ ALDA-2034。CDS)
- ウイリー沖山 / スイスの娘 (2003.04。ビクター・エンターテインメント NCS-336) *ビクター時代(1956-59年)のコンピレーション
- ウイリー沖山 / 山の人気者 (2009.12。キング NKCD-1625)
- ウイリー沖山 / ヨコハマの雨傘 (2009.12。キング NMAX-685。EP。「潮風のバラード」とのカップリング)

## 出演
- オレたちひょうきん族（フジテレビ） - 「ひょうきんベストテン」で吉川晃司「すべてはこの夜に」、吉幾三「雪國」のネタで準レギュラー出演
- 心はロンリー気持ちは「…」VIII（1989年、フジテレビ）
- ザッツミュージック（NHK）
- タモリの音楽は世界だ（テレビ東京）
- 山田邦子の旅くらぶ（日本テレビ）
- 夜も一生けんめい。（日本テレビ）
- ときめき夢サウンド（NHK）
- さんまのからくりTV（TBS）
- 題名のない音楽会（テレビ朝日）
- うたっておどろんぱ（NHK）

## ラジオ出演
- ミッキー安川のずばり勝負（アール・エフ・ラジオ日本） - ミッキー安川とは旧知の間柄でゲストとして出演し、スタジオで生歌も披露していた。